# Maarten Mourik
Maarten Mourik (Streefkerk, 18 februari 1923 – Callantsoog, 30 september 2002) was een Nederlands diplomaat, dichter, publicist en bekend van zijn strijd tegen Jorge Zorreguieta.

## Loopbaan
Mourik werd geboren in de Alblasserwaard als zoon van een boer die later gemeenteambtenaar werd. Hij doorliep het gymnasium in Gouda. In de Tweede Wereldoorlog verbleef hij als dwangarbeider in Bernau in Duitsland. In 1946 trad hij in dienst van het ministerie van Buitenlandse Zaken. Hij was van 1978 tot 1985 ambassadeur van Nederland bij de UNESCO en daarna ambassadeur voor internationale culturele samenwerking. Hij ging in 1988 met pensioen.
Van 1967 tot 1985 maakte hij vele werken visuele/concrete poëzie. Hij deed mee aan tentoonstellingen in binnen- en buitenland met 12 dichters uit Nederland en België, onder wie Paul De Vree en Mark Insingel. De eerste tentoonstelling was in het Stedelijk Museum, georganiseerd door Wim Beeren en Liesbeth Crommelin. Ook had hij vele solotentoonstellingen. Na zijn pensionering richtte Mourik in 1990 het Nederlands-Vlaamse 'Comité Buitenlands Cultureel Beleid' mee op, dat zich inzette voor een meer actief buitenlands cultureel beleid.
Mourik werd echter vooral bekend na zijn loopbaan toen hij in januari 2001 een aanklacht indiende tegen Jorge Zorreguieta wegens 'misdaden tegen de menselijkheid'; hij had opdracht gegeven aan de Amsterdam International Law Clinic, later aan de advocaten Britta Böhler en Liesbeth Zegveld om te onderzoeken of aangifte mogelijk was. Het Nederlandse Openbaar Ministerie besloot na die aanklacht dat in Nederland niet tot vervolging kon worden overgegaan.
Over zijn strijd tegen Zorreguieta publiceerde Mourik in het boek Dubbelgevecht, waarin hij ook zijn eigen strijd na een beroerte beschreef. In dit boek onthulde hij dat toenmalig algemeen secretaris van Beatrix der Nederlanden, Philip de Heer, een poging had gedaan hem van aangifte tegen Zorreguieta af te houden.
Toen in september 2011 opnieuw aangifte werd gedaan tegen Zorreguieta, ondertekende een zoon van Mourik, Matté Mourik (geboren in 1976), eveneens die aangifte. Dit werd vastgelegd in de documentaire De Dwaze Zoon, waarin de zaak Zorreguita werd gereconstrueerd.

## Persoonlijk
Mourik was getrouwd met Ruth Nespital in 1951 en weduwnaar vanaf 1952. Hij trouwde daarna met Ariane Amsberg (1930-2016) in 1959, scheidde in 1970 en was vanaf 1972 getrouwd met kunstenares Margrieth Zijlstra, tot zijn overlijden in 2002. Uit het huwelijk met Amsberg werden drie, uit dat met Zijlstra twee kinderen geboren.